# Victor Corrêa de Oliveira Filho
Victor Corrêa de Oliveira Filho (Alfenas, 14 de março de 1990) é um piloto automobilístico brasileiro.
Atualmente está disputando a categoria Fórmula European F3 Open pela equipe West-tec.

## Trajetória esportiva
O jovem Victor Corrêa começou sua carreira no kart em 1999 em Alfenas aos 9 anos de idade disputando campeonatos regionais e logo se sagrou Campeão Sul-Mineiro na categoria Cadete. Depois tornou-se Campeão Mineiro na categoria Júnior Menor, bicampeonato mineiro na categoria Júnior, além de excelentes resultados no competitivo Campeonato Paulista e também no Campeonato Brasileiro.
Em 2006 estreou na Fórmula São Paulo, em 2007 conquistou com uma rodada de antecipação o título da categoria.
Em 2008 ficou em 4º lugar no campeonato Inglês de Fórmula Ford.
Em 2009 ficou em 3º lugar no campeonato de Fórmula 3 Inglesa - National Class, seguindo os passos de grandes pilotos campeões mundiais de Fórmula 1 como Emerson Fittipaldi e Ayrton Senna.
Em 2010 disputou o 1º semestre na Formula Renault Inglesa pela equipe CRS Racing team.
O 2º semestre de 2010 disputará a Formula European F3 Open pela equipe West-Tec Team.

## Títulos
2009
- 3º Colocado na Fórmula 3 Inglesa - National Class (2009)

2008
- 4º Colocado na Fórmula Ford Inglesa (2008)

2007
- Campeão da Fórmula São Paulo (2007)
- Recorde do traçado National no tradicional circuito de Silverstone, em seu primeiro teste com um carro de FÓRMULA FORD INGLESA (2007)

2006
- 6° colocado na Fórmula São Paulo (2006)
- 100% de Pódiuns em corridas completadas (2006)

2005
- 5º colocado no Campeonato Paulista Light de kart (2005)
- Integrante da equipe do piloto de Fórmula 1 Felipe Massa na 500 Milhas da Granja Viana (2006)

2004
- Tricampeão Mineiro de kart - Júnior (2004)
- Bicampeão do ranking Mineiro de automobilismo - Kart Júnior (2004)
- Pole position do Troféu Brasil de kart (2004)
- 2º melhor piloto de kart de MG (96 concorrentes) (2004)
- Campeão Paulista da Super GP Simeira (2004)
- Vice-campeão Paulista Light de kart (2004)
- 3º colocado na Copa Brasil de kart (2004)
- 7º colocado no Campeonato Paulista de kart (2004)
- 8º colocado no Campeonato Brasileiro de kart (2004)
- 9º colocado no Troféu Brasil de kart (2004)

2003
- Bicampeão Mineiro - categoria Júnior (2003)
- Melhor piloto Mineiro da categoria (ranking FMA) (2003)
- 4º Melhor piloto Mineiro entre todas as categorias (ranking FMA) (2003)
- 5º colocado no Campeonato Paulista Light (2003)
- 7º colocado no Campeonato Paulista (2003)

2002
- Campeão do Campeonato Mineiro - Júnior Menor (2002)
- 5º colocado no Campeonato Paulista - Júnior Menor (2002)

2001
- Campeão da Copa Caraguá de kart - categoria Sport- motores v-4 (2001)
- Vice-campeão Praiano de kart - categoria Sport (2001)
- Vice-campeão Paulista Schincariol de kart - Itu (2001)
- Vice-campeão Sul Mineiro - categoria Novatos v-4 (2001)
- 4º no Campeonato Paulista Light - Junior Menor (2001)
- 7º no Campeonato Paulista - Junior Menor (2001)
- 12º no Campeonato Brasileiro - Junior Menor - Salvador (Bahia) (2001)

2000
- 4º no Campeonato Paulista - categoria Cadete (2000)
- 4º no Campeonato Brasileiro de Campo Grande (2000)
- 3º no Campeonato praiano de kart - Caraguatatuba (2000)
- 3º no Grande campeonato Schincariol de kart- Itu (2000)
- 3º no Campeonato paulista da LIA- (ligas independentes de automobilismo - Itu (2000))
- campeão sul mineiro (2000)

1999
- Campeão da II Copakart de Alfenas (Minas Gerais) - cadete (1999)